# Saint-Germain-en-Coglès
Pour les articles homonymes, voir Saint-Germain.
Saint-Germain-en-Coglès ([sɛ̃ ʒɛʁmɛ̃ ɑ̃ kɔɡl], prononcé comme Cogles ; Sant-Jermen-Gougleiz en breton) est une commune française située dans le département d'Ille-et-Vilaine en région Bretagne, peuplée de 2 091 habitants. Depuis 2010, la commune est jumelée avec Vila Verde e Barbudo au Portugal.

## Géographie
Commune du pays du Coglais (que l'on retrouve dans le nom de la commune sous son ancienne graphie de Coglès, également le nom du bourg central de cet ancien pays).
| Montours                 | Le Châtellier           | Parigné            |
| Saint-Étienne-en-Coglès  | Saint-Germain-en-Coglès | Landéan, Laignelet |
| Saint-Sauveur-des-Landes | Romagné                 | Lécousse, Fougères |

### Hydrographie
Pour un article plus général, voir Réseau hydrographique d'Ille-et-Vilaine.
La commune est située dans le bassin Loire-Bretagne. Elle est drainée par la Loisance, la Minette, le ruisseau des échelles, le ruisseau de Vocadieu, l'aqueduc souterrain, le ruisseau de Fretay, le ruisseau de la Chaumoie, le ruisseau de la Hunaudais, le ruisseau de la Vallée, le ruisseau de Marvaise, le ruisseau de Sorette, le ruisseau du Champ travers et le ruisseau du Gué pérou, et divers autres petits cours d'eau,.
La Loisance, d'une longueur de 30 km, prend sa source dans la commune du Châtellier et se jette  dans le Couesnon à Val-Couesnon, après avoir traversé cinq communes. 

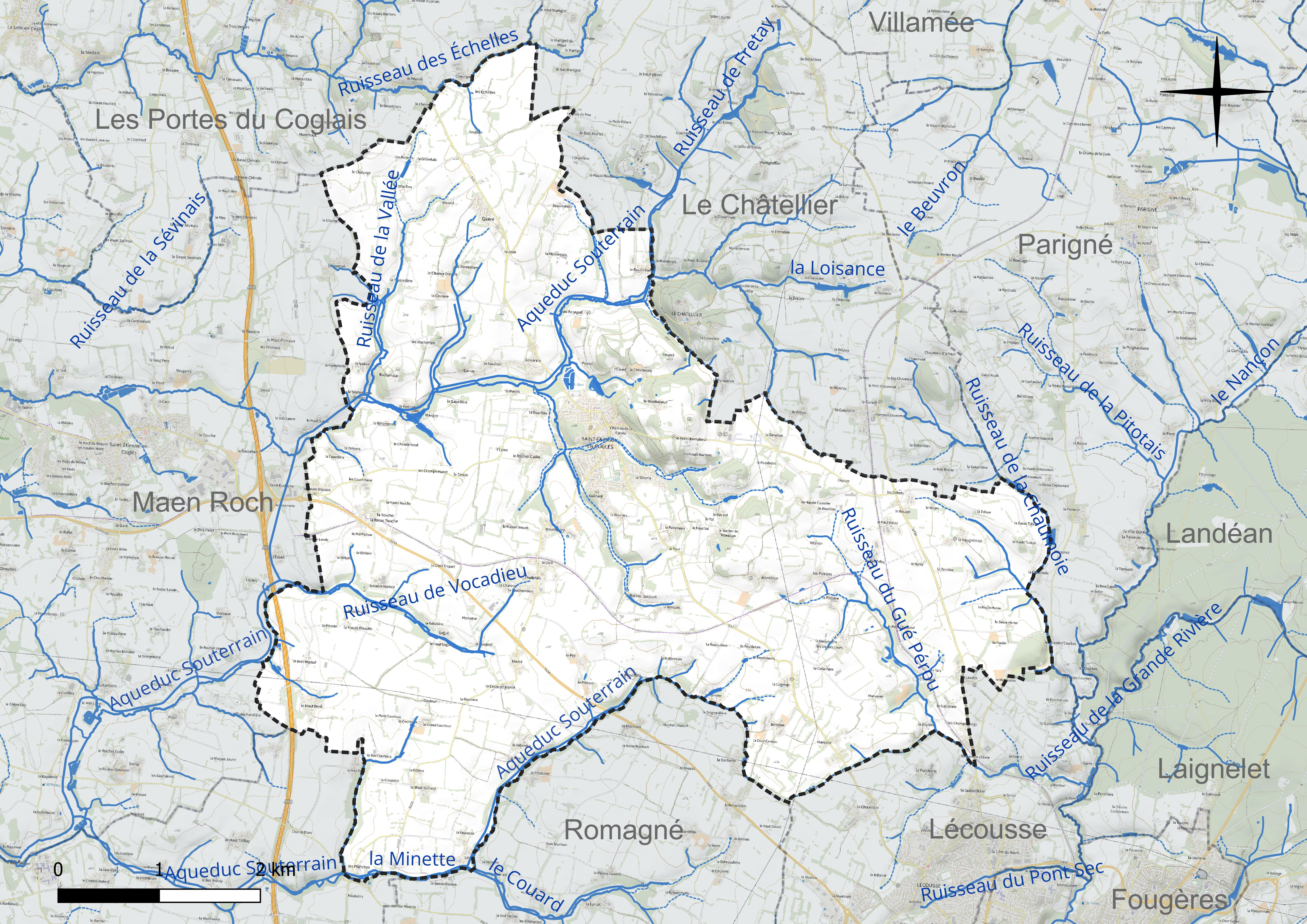
Réseau hydrographique de Saint-Germain-en-Coglès.

La Minette, d'une longueur de 25 km, prend sa source dans la commune de Romagné et se jette  dans le Couesnon à Vieux-Vy-sur-Couesnon, après avoir traversé onze communes. 
Le Échelles, d'une longueur de 12 km, prend sa source dans la commune de Poilley et se jette  dans la Loisance à Maen Roch, après avoir traversé cinq communes. 

### Climat
Pour des articles plus généraux, voir Climat de la Bretagne et Climat d'Ille-et-Vilaine.
En 2010, le climat de la commune est de type climat océanique franc, selon une étude du CNRS s'appuyant sur une série de données couvrant la période 1971-2000. En 2020, Météo-France publie une typologie des climats de la France métropolitaine dans laquelle la commune est exposée à un climat océanique et est dans la région climatique  Bretagne orientale et méridionale, Pays nantais, Vendée, caractérisée par une faible pluviométrie en été et une bonne insolation. Parallèlement l'observatoire de l'environnement en Bretagne publie en 2020 un zonage climatique de la région Bretagne, s'appuyant sur des données de Météo-France de 2009. La commune est, selon ce zonage, dans la zone « Intérieur Est », avec des hivers frais, des étés chauds et des pluies modérées.  
Pour la période 1971-2000, la température annuelle moyenne est de 10,8 °C, avec une amplitude thermique annuelle de 13,4 °C. Le cumul annuel moyen de précipitations est de 923 mm, avec 13,9 jours de précipitations en janvier et 8,3 jours en juillet. Pour la période 1991-2020, la température moyenne annuelle observée sur la station météorologique la plus proche, située sur la commune de Fougères à 8 km à vol d'oiseau, est de 11,9 °C et le cumul annuel moyen de précipitations est de 939,1 mm,. Pour l'avenir, les paramètres climatiques de la commune estimés pour 2050 selon différents scénarios d'émission de gaz à effet de serre sont consultables sur un site dédié publié par Météo-France en novembre 2022.

## Urbanisme

### Typologie
Au 1er janvier 2024, Saint-Germain-en-Coglès est catégorisée bourg rural, selon la nouvelle grille communale de densité à sept niveaux définie par l'Insee en 2022.
Elle est située hors unité urbaine. Par ailleurs la commune fait partie de l'aire d'attraction de Fougères, dont elle est une commune de la couronne,. Cette aire, qui regroupe 26 communes, est catégorisée dans les aires de 50 000 à moins de 200 000 habitants,.

### Occupation des sols
L'occupation des sols de la commune, telle qu'elle ressort de la base de données européenne d'occupation biophysique des sols Corine Land Cover (CLC), est marquée par l'importance des territoires agricoles (96 % en 2018), une proportion sensiblement équivalente à celle de 1990 (96,2 %). La répartition détaillée en 2018 est la suivante : 
prairies (45,4 %), zones agricoles hétérogènes (26,3 %), terres arables (24,3 %), zones urbanisées (2,3 %), forêts (1,7 %). L'évolution de l'occupation des sols de la commune et de ses infrastructures peut être observée sur les différentes représentations cartographiques du territoire : la carte de Cassini (XVIIIe siècle), la carte d'état-major (1820-1866) et les cartes ou photos aériennes de l'IGN pour la période actuelle (1950 à aujourd'hui).

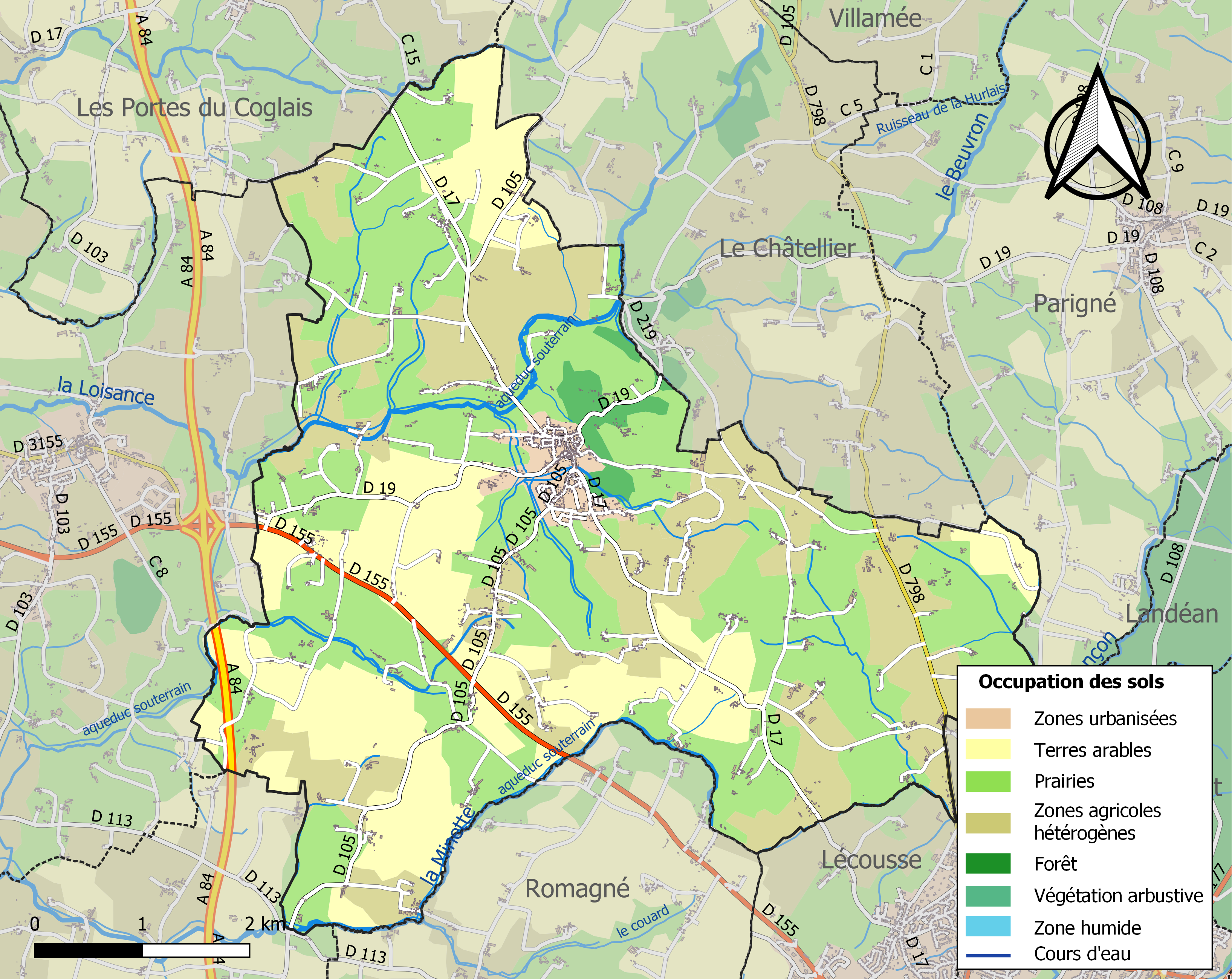
Carte des infrastructures et de l'occupation des sols de la commune en 2018 (CLC).

## Histoire

### LeXXesiècle
La carrière de granit du Haut-Rocher ferma en 1955.

## Politique et administration

### Liste des maires

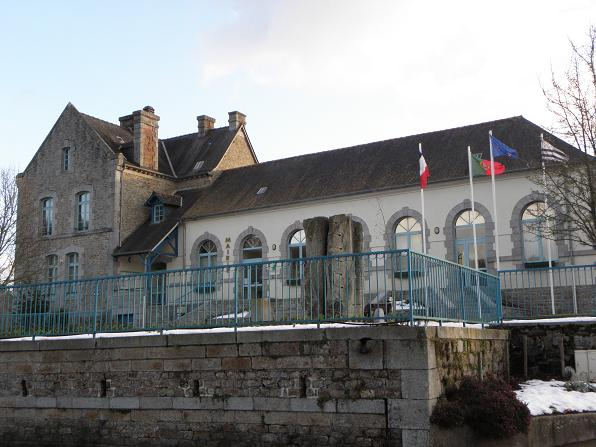
Mairie de Saint-Germain-en-Coglès.

| Période                                  | Période               | Identité       | Étiquette | Qualité                                                                    |
| ---------------------------------------- | --------------------- | -------------- | --------- | -------------------------------------------------------------------------- |
| 1929                                     | 1944                  | Jean Gaumerais |           |                                                                            |
| 1944                                     | mars 1965             | Alfred Mauduit |           |                                                                            |
| mars 1965                                | mars 1983             | Pierre Roussel |           |                                                                            |
| mars 1983                                | juin 1995             | Georges Casel  |           | Directeur commercial de pharmacie Conseiller municipal (1965 → 1983)       |
| juin 1995                                | mars 2008             | Marie Gérard   | DVD       | Retraitée, maire honoraire (2009) Première adjointe au maire (1989 → 1995) |
| mars 2008                                | juin 2023 (démission) | Amand Roger    | DVD       | Agriculteur retraité                                                       |
| 21 septembre 2023                        | En cours              | Daniel Helbert | SE        | Retraité, ancien premier adjoint                                           |
| Les données manquantes sont à compléter. |                       |                |           |                                                                            |

### Jumelages
Saint-Germain-en-Coglès est jumelé avec :
- Vila Verde e Barbudo (Portugal) depuis 2010.

Vila Verde e Barbudo est une municipalité portugaise située dans le district de Braga et la sous-région du Cávado, au nord du pays, et comptant près de 48 000 habitants. Elle regroupe 58 paroisses, dont Barbudo, ancienne localité jumelée à Saint-Germain-en-Coglès.

## Démographie
L'évolution du nombre d'habitants est connue à travers les recensements de la population effectués dans la commune depuis 1793. Pour les communes de moins de 10 000 habitants, une enquête de recensement portant sur toute la population est réalisée tous les cinq ans, les populations de référence des années intermédiaires étant quant à elles estimées par interpolation ou extrapolation. Pour la commune, le premier recensement exhaustif entrant dans le cadre du nouveau dispositif a été réalisé en 2008.
En 2022, la commune comptait 2 091 habitants, en évolution de +2 % par rapport à 2016 (Ille-et-Vilaine : +5,46 %, France hors Mayotte : +2,11 %).
| 1793  | 1800  | 1806  | 1821  | 1831  | 1836  | 1841  | 1846  | 1851  |
| ----- | ----- | ----- | ----- | ----- | ----- | ----- | ----- | ----- |
| 2 286 | 2 333 | 2 487 | 2 558 | 2 581 | 2 581 | 2 601 | 2 706 | 2 732 |

| 1856  | 1861  | 1866  | 1872  | 1876  | 1881  | 1886  | 1891  | 1896  |
| ----- | ----- | ----- | ----- | ----- | ----- | ----- | ----- | ----- |
| 2 680 | 2 679 | 2 651 | 2 507 | 2 615 | 2 646 | 2 594 | 2 614 | 2 467 |

| 1901  | 1906  | 1911  | 1921  | 1926  | 1931  | 1936  | 1946  | 1954  |
| ----- | ----- | ----- | ----- | ----- | ----- | ----- | ----- | ----- |
| 2 363 | 2 391 | 2 401 | 2 064 | 2 081 | 2 038 | 2 032 | 1 992 | 2 042 |

| 1962  | 1968  | 1975  | 1982  | 1990  | 1999  | 2006  | 2008  | 2013  |
| ----- | ----- | ----- | ----- | ----- | ----- | ----- | ----- | ----- |
| 2 020 | 1 911 | 1 815 | 1 781 | 1 794 | 1 773 | 1 960 | 2 012 | 2 024 |

| 2018  | 2022  | - | - | - | - | - | - | - |
| ----- | ----- | - | - | - | - | - | - | - |
| 2 053 | 2 091 | - | - | - | - | - | - | - |

## Lieux et monuments

### La chapelle de Marigny

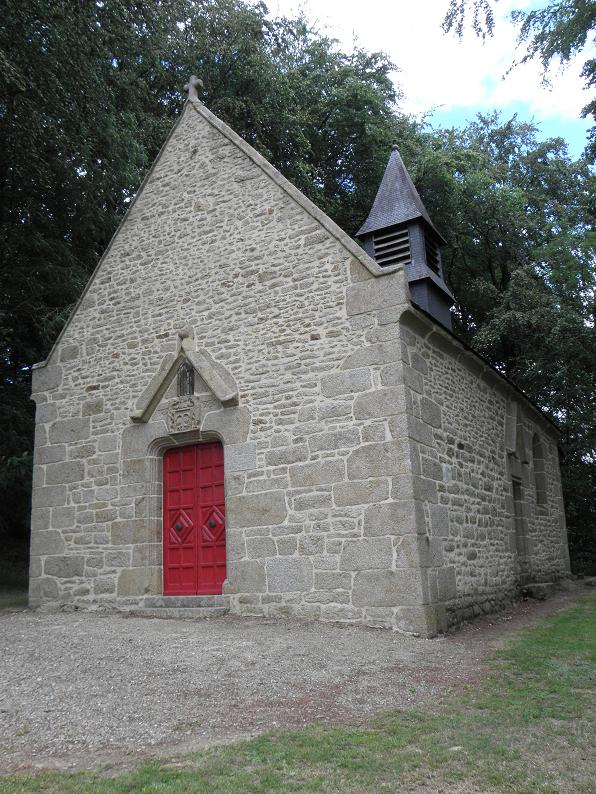
Chapelle Saint-Jacques à Marigny.

Dernier vestige de la seigneurie de Marigny, la chapelle est dédiée à saint Jacques. Paroissiale jusqu'à la Révolution, elle devient le lieu de sépulture de la famille de Pommereul au XIXe siècle. Inscrite en tant que monument historique en 1937 et classée en tant que site en 1938, elle garde le souvenir des Harpin, Geffelot et de Pommereul, propriétaires successifs du domaine de Marigny.

### Ancien manoir de la Carrée
Du XVIIIe jusqu'au début du XXe siècle, le manoir de la Carrée a appartenu aux du Pontavice de Heussey. Cette famille a donné des personnages tels que hommes de lettres, militaires, directeur de haras nationaux, propriétaires terriens. Ce sont les héritiers de Théophile Malo Corret de la Tour d'Auvergne. En 1858, Auguste de Villiers de L'Isle-Adam a rendu visite à son ami et mentor Hyacinthe du Pontavice de Heussey au manoir de la Carrée.
Les bois de Saint-Germain abritent le cimetière particulier de la famille. Le descendant direct du fondateur y a été inhumé en 2009.

### Église Saint-Germain-d'Auxerre
Base de la tour et chœur datant du XVe siècle, corps de l'édifice construit de 1850 à 1853 par Charles Langlois, architecte diocésain.

### Le monument aux morts

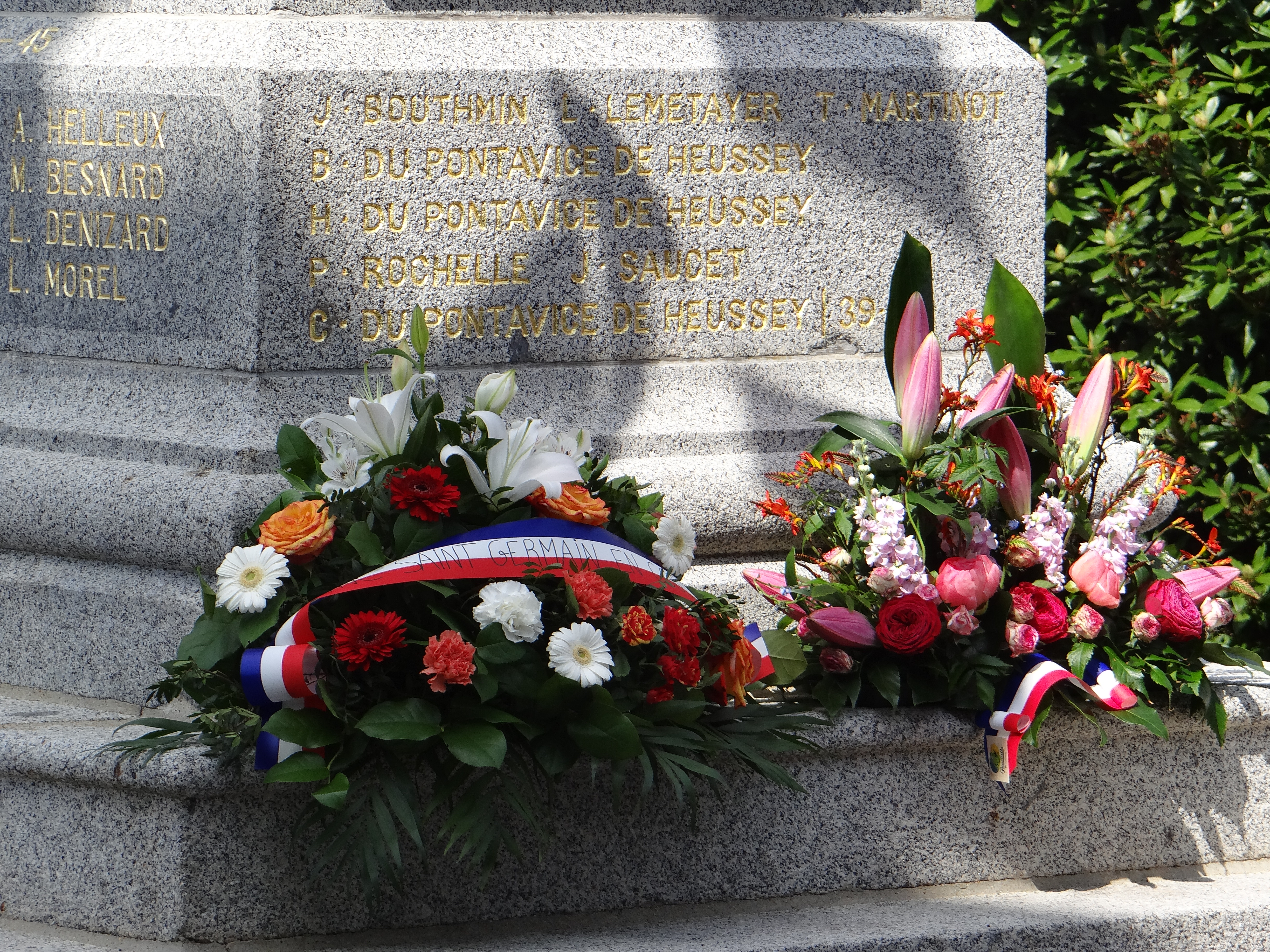
Monument aux morts, cérémonie du 8 mai 2022, huit inscriptions nouvelles dévoilées

Le monument aux morts a été inauguré le 26 juin 1921. Son centenaire a été célébré le 8 mai 2022. Lors de la cérémonie, huit nouvelles inscriptions ont été dévoilées, portant à 136 le nombre total d'inscrits (14-18, 39-45, Algérie).

### Le dolmen du Rocher-Jacquaux

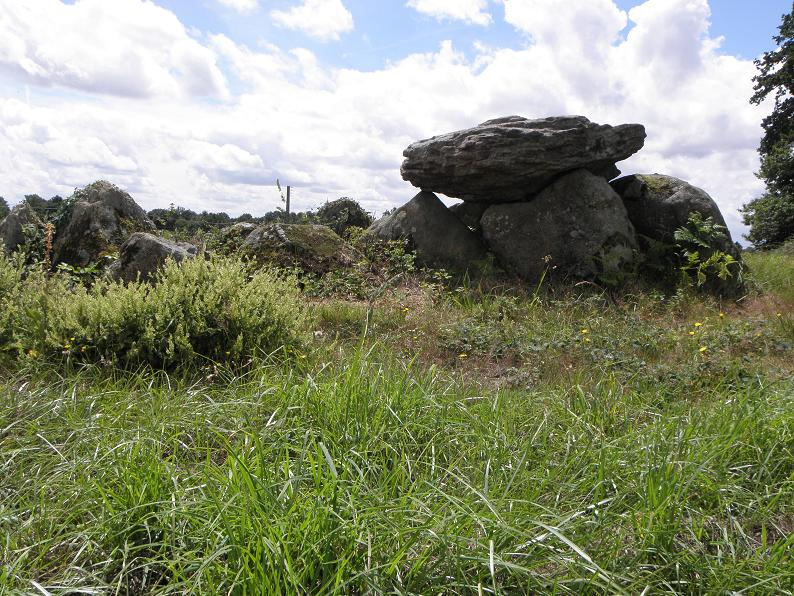
Dolmen du Rocher-Jacquaux.

Il est classé au titre des monuments historiques depuis 1921.

### Grange de la Gélinais
Elle est inscrite au titre des monuments historiques depuis le 29 août 1988.

### Jardin de l'Eau
Le Jardin de l'Eau est un parc naturel de 6 ha. Il est dédié à la sensibilisation sur la qualité de l'eau.

Vues de Saint-Germain-en-Coglès
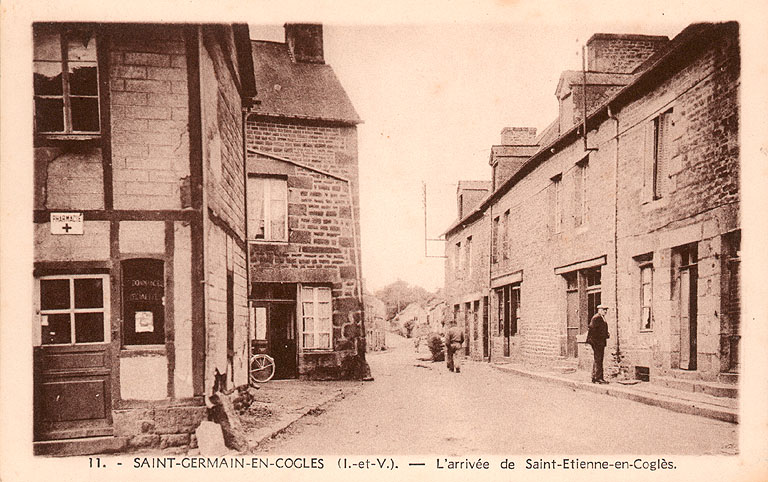
Saint-Germain-en-Coglès, l'arrivée de Saint-Etienne-en-Coglès, avant (993.0011.54)
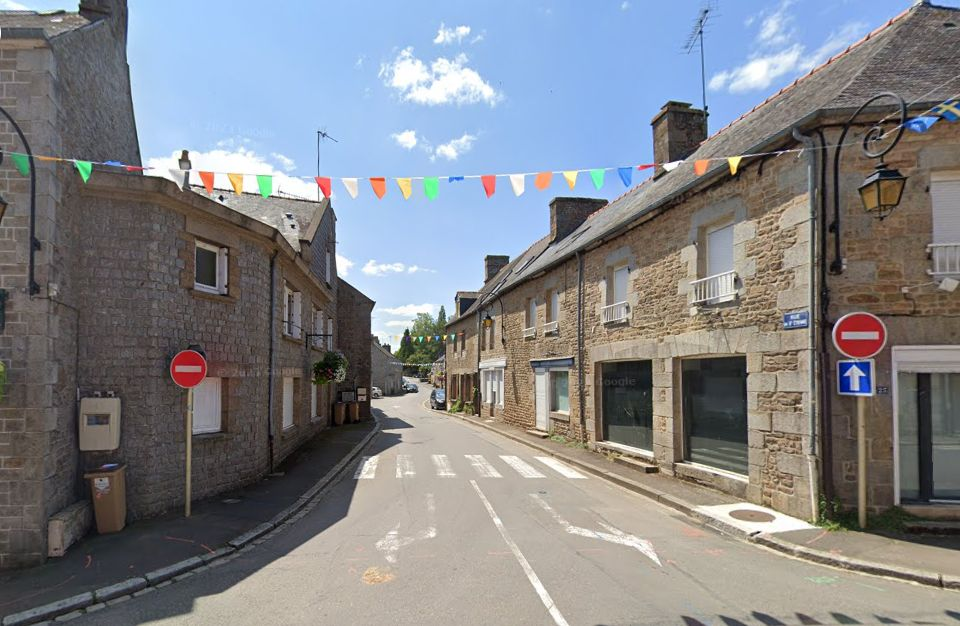
Saint-Germain-en-Coglès, vue de la rue de Saint-Etienne, après

## Manifestations
Le 14 juillet 2008, des activistes du GANVA occupent un pylône de ligne THT en opposition à la création de la ligne THT entre la centrale nucléaire de Flamanville et le réseau électrique haute tension en Mayenne.
Le 25 mai 2022, c'est également à Saint-Germain-en-Coglès qu'à été battu le record du monde de la plus longue galette saucisse (72 mètres).

## Personnalités liées à la commune

### François-René de Chateaubriand
Avant la Révolution, la sœur ainée de Chateaubriand était propriétaire du château de Marigny. Dans Mémoires d'outre-tombe, l'écrivain se souvient de ses séjours à Marigny : « J'aimais toujours la campagne et celle de Marigny était charmante. »

### Balzac
Ruiné par une expérience d'imprimeur, Balzac envisage la rédaction d'un ouvrage historique. Ayant choisi la guerre des Chouans, il a besoin de s'imprégner des lieux qui ont connu les évènements. À l'automne 1828, il est reçu à Fougères par Gilbert de Pommereul, fils d'un ami de son père. Il profite de son séjour pour visiter le pays et se faire raconter des anecdotes contemporaines de la Révolution. Gilbert de Pommereul lui fait découvrir le site de Marigny. Balzac s'en inspire pour deux épisodes de son roman baptisé Les Chouans.

### Du Pontavice de Heussey
Au XIXe siècle, Hyacinthe du Pontavice de Heussey publie plusieurs recueils de poésies. Il est inhumé à Saint-Germain-en-Coglès en 1876. Son fils Robert, écrivain, rédige des ouvrages sur Balzac, Dickens et Villiers de l'Isle-Adam.
Hervé et Bernard du Pontavice de Heussey, deux frères pilotes aviateurs, sont « Morts pour la France » en 1918 à quatre mois d'intervalle. Tous les deux décorés de la Croix de guerre et de la Médaille militaire, ils sont décédés au cours d'une mission aérienne. Leurs dépouilles mortelles ont été inhumées dans le cimetière familial le 7 novembre 1922, à l'issue d'une cérémonie religieuse en l'église de Saint-Germain-en-Coglès.

### Jean Guéhenno
Jean Guéhenno a un lien particulier avec Saint-Germain-en-Coglès : sa mère y est née et il y a passé son enfance chez sa nourrice. Il s'en souvient dans Journal d'un homme de quarante ans et Changer la vie.